# コルドバ国立大学
コルドバ大学(Universidad Nacional de Córdoba, UNC)は、アルゼンチンのコルドバに位置する国立大学である。1613年に創立された南米でも最古の部類に入る大学であり、アルゼンチンにおいては最古の大学。コルドバ大学歴史博物館を含め校舎の一部は当時のものが残存しており、世界遺産に登録されている。20世紀初頭よりブエノスアイレス大学に次いでアルゼンチン第二の大学としての地位を有している。

## 沿革
コルドバ大学はイエズス会が1610年に、コルドバで前身となる高等教育機関を設立したことに始まる。1810年のスペインからの独立後、1820年には内乱の為にコルドバから一時的に移転した。1856年にはブエノスアイレス大学と共に州立大学に、1881年には国立大学に改組された。
1864年には旧来の論理学部が廃止され、同時に数学、物理学に特化した教員を外国から招聘するなど、自然科学や精密工学教育の充実に弾みをつけた。1877年には医学部が開設。1918年には大学の自治や学生の運営参加などの大学改革を求めた学生運動が発生し、改革理念について著したコルドバ宣言が発表された。これを受けて大学組織の改革が進められた。20世紀に入ってから学部、研究機関の増設が相次ぎ教育機関として急速な発展を遂げ、現在のコルドバ大学が形作られた。

## 学部
- 哲学・人間学部
- 建築・都市・デザイン学部
- 精密・自然科学部
- 化学部
- 数学・天文学・物理学部
- 農学部
- 法学・社会科学部
- 経済学部
- 医学部
- 歯学部
- 心理学部
- 言語学部
- 進学センター

## 提携校と二次教育機関
- Colegio Nuestra Señora de Monserrat
- Superior de Comercio Manuel Belgrano

## 著名な関係者
名誉学位
- ジャーマン・ベリオス - ペルー・イギリスの医学者・精神科医

### 教員
- フロレンティーノ・アメギノ - 植物学者
- パウル・ギュンター・ローレンツ - ドイツの植物学者
- ゲオルク・ヒエロニュムス - シレジアの植物学者
- アルベルト・グラナード - 生化学者・作家
- アントニオ・クラポビカス（英語版） - 植物学者
- ゲオルク・フリードリッヒ・ニコライ（英語版） - ドイツの生理学者
- ヘルマン・バーマイスター（英語版） - ドイツの昆虫学者・生物学者
- ラウル・モンテネグロ（英語版） - 生物学者・環境問題運動家

### 卒業生
- ホセ・ガスパル・ロドリゲス・デ・フランシア - パラグアイの政治家
- チェ・ゲバラ - マルクス主義革命家
- フアン・ホセ・パソ（英語版） - 政治家、アルゼンチンの連合政府のひとり
- サンティアゴ・デルキ（英語版） - 政治家、第4代アルゼンチン大統領
- エクトル・ホセ・カンポラ（英語版） - 政治家、第38代アルゼンチン大統領
- カルロス・メネム - 政治家、第47代アルゼンチン大統領
- フェルナンド・デ・ラ・ルア - 政治家、第48代アルゼンチン大統領
- ドミンゴ・カバロ（英語版） - 政治家、経済学者、元財務大臣
- ダルマシオ・ヴェレス・サルスフィエルド（英語版） - 法律家、アルゼンチン民法典起草者[3]
- マルコス・アギニス（英語版） - 作家・神経外科医・精神分析家[4]
- サルバドール・ミニューチン - 小児精神科医
- ホセ・ガブリエル・フネス（英語版） - 天文学者、バチカン天文台元所長
- アルトゥーロ・カプデビラ（スペイン語版） - 小説家